# Cyphomyia chrysodota
Cyphomyia chrysodota är en tvåvingeart som beskrevs av Perty 1833. Cyphomyia chrysodota ingår i släktet Cyphomyia och familjen vapenflugor. Inga underarter finns listade i Catalogue of Life.